# Textil im Wuppertal
Textil im Wuppertal ist eine Zusammenstellung von rund 30 bedeutenden kulturhistorischen Bauwerken mit Bezug zur Textilindustrie in Wuppertal. Es handelt sich dabei zumeist um als Baudenkmal geschützte Bauwerke.
Die nähere Geschichte wird auf rund 70 Schildern an den Häusern kurz geschildert. Unter den bedeutenden Bauwerken sind Wohnhäuser von Heimwebern in Unterbarmen, Bleicherhäuser im Rauental, Färbereien in Oberbarmen, Bandfabriken in Wichlinghausen und Langerfeld, Futterstoffwebereien an der Friedrich-Ebert-Straße, Konfektionsbetriebe und Handelshäuser in der Hofaue.
In zwei Zentren wird über diese Route informiert. Zum einen in der Gaststätte „Diebels im Kolkmannhaus“ und zum anderen in der zum Kulturzentrum „Die Färberei“ gehörende Gaststätte. Drei der vier Texilmuseen befinden sich in denkmalgeschützten Häusern. Darunter das Museum für Frühindustrialisierung, das Bandwirkermuseum und die Bandweberei Kafka. Das Projekt, das von dem Kulturbüro Wuppertal, einem Arbeitskreis engagierter Bürger, Unternehmen und Vereine, und den Textilmuseen konzipiert und realisiert wurde, bekam finanzielle Unterstützung durch das Ministerium für Städtebau und Wohnen, Kultur und Sport des Landes Nordrhein-Westfalen.

## Liste der Stationen
- Objekt: Kurze Beschreibung des Objektes
- Ort: Stadtbezirk und Wohnquartier
- Baudenkmal: Verlinkung, wenn es sich um ein Baudenkmal geschütztes Bauwerk handelt

| #  | Objekt | Ort                               | Baudenkmal                                                                 | Bild                                    |
| -- | --- | --------------------------------- | -------------------------------------------------------------------------- | --------------------------------------- |
| 1  | Das Fabrikensemble der Herminghaus & Co., auch als “Zanella”-Futterstofffabrik bekannt.                                                                                                 | Elberfeld-West Arrenberg          | Eintrag In: Wuppertaler Denkmalliste                                       |                                         |
| 2  | Das Entwicklungsinstitut (Textiltechnisches Institut TTI) und die Konzernzentrale der ehemaligen Vereinigte Glanzstoff-Fabriken AG, später Acordis AG.                                  | Elberfeld Elberfeld-Mitte         | Eintrag In: Wuppertaler Denkmalliste                                       |                                         |
| 3  | Das Verwaltungsgebäude der Industrie- und Handelskammer, auch Verbändehaus. | Elberfeld Elberfeld-Mitte         | Eintrag In: Wuppertaler Denkmalliste                                       |                                         |
| 4  | Das Gebäude der Gold-Zack Werke AG wird heute als Gewerbehof genutzt. | Elberfeld Nordstadt               | Eintrag In: Wuppertaler Denkmalliste                                       |                                         |
| 5  | Die ehemalige Remise (im Bild) der Flechterei Otto & Albert Rübel, heute Magma-Design – Teppichmanufaktur.                                                                              | Elberfeld Nordstadt               | Eintrag In: Wuppertaler Denkmalliste                                       |                                         |
| 6  | Die ehemalige Zwirnerei Wilh. Hebebrand GmbH. | Elberfeld Nordstadt               | Eintrag In: Wuppertaler Denkmalliste                                       |                                         |
| 7  | Die ehemalige Seidenweberei Frowein & Co. GmbH. | Elberfeld Ostersbaum              | Eintrag In: Wuppertaler Denkmalliste                                       |                                         |
| 8  | Die ehemalige Schnürriemenfabrik Arthur Huppertsberg GmbH, heute Gründer- und Kulturzentrum.                                                                                            | Elberfeld Ostersbaum              | Eintrag In: Wuppertaler Denkmalliste                                       |                                         |
| 9  | Die ehemalige Textilschule und Höhere Webeschule Elberfeld. | Elberfeld Elberfeld-Mitte         | Eintrag In: Wuppertaler Denkmalliste                                       |                                         |
| 10 | Das ehemalige Textilhandelshaus Kolkmannhaus, heute kulturelles Gründerzentrum, Sitz der Bergischen Musikschule und der „Galerie im Kolkmannhaus“ der Bergischen Universität Wuppertal. | Elberfeld Elberfeld-Mitte         | Eintrag In: Wuppertaler Denkmalliste                                       |                                         |
| 11 | Das „Textilhaus“; ehemalige Färberei und Textilkaufhaus. | Elberfeld Elberfeld-Mitte         | Eintrag In: Wuppertaler Denkmalliste                                       |                                         |
| 12 | Die ehemalige Flechterei Gebr. Bockmühl |                                   | nicht erhalten                                                             |                                         |
| 13 | Das Fabrikensemble der ehemaligen Band- und Litzenfabrik Wilhelm Büsgen GmbH & Co. KG, heute SHAPE 3 Innovative Textiltechnik GmbH.                                                     | Barmen Friedrich-Engels-Allee     | Eintrag In: Wuppertaler Denkmalliste                                       |                                         |
| 14 | Die Rheinische Möbelstoff-Weberei, vormals Dahl & Hunsche AG. | Barmen Loh                        | Eintrag In: Wuppertaler Denkmalliste, Eintrag In: Wuppertaler Denkmalliste |                                         |
| 15 | Wohnhaus des Hermann Enters, einige Wohnungen wurden von Heimwebern genutzt. Heute Im Böckmannsbusch 31/33                                                                              | Barmen Kothen                     | Eintrag In: Wuppertaler Denkmalliste                                       |                                         |
| 16 | Das Fabrikensemble der Flechterei Rittershaus & Blecher GmbH. | Barmen Friedrich-Engels-Allee     | Eintrag In: Wuppertaler Denkmalliste                                       |                                         |
| 17 | Die ehemalige Textilmanufaktur Caspar Engels Söhne, heute Historisches Zentrum, Engels-Haus und Museum für Frühindustrialisierung.                                                      | Barmen Friedrich-Engels-Allee     | Eintrag In: Wuppertaler Denkmalliste                                       |                                         |
| 18 | Die ehemalige Preußische Bandwirkerschule, heute Bandwirkermuseum. | Ronsdorf Blutfinke                | Eintrag In: Wuppertaler Denkmalliste                                       |                                         |
| 19 | Die ehemalige preußische höhere Fachschule für Textilindustrie, dann Ingenieurschule für das Textilwesen, heute das Ausbildungszentrum der Rheinischen Textilindustrie e.V.             | Heckinghausen                     |                                                                            |                                         |
| 20 | Die Konzernzentrale der Vorwerk & Co. KG, Teppich- und Möbelstoffherstellung. | Barmen Barmen-Mitte               | geprüft                                                                    |                                         |
| 21 | Die ehemalige Band- und Gummibandfabrik Vorwerk & Sohn – Abteilung Textilwerke. | Oberbarmen Oberbarmen-Schwarzbach | Eintrag In: Wuppertaler Denkmalliste                                       |                                         |
| 22 | Das Fabrikensemble der Barthels-Feldhoff GmbH & Co. KG – Textilwerke, traditionelle und High-Tech Produkte.                                                                             | Oberbarmen Oberbarmen-Schwarzbach |                                                                            | (Nachkriegsbauten, Brändströmstr. 9–11) |
| 23 | Die Strangfärberei Dungs & Co., heute Kulturzentrum „Die Färberei“, Infopunkt in der Gaststätte.                                                                                        | Oberbarmen Oberbarmen-Schwarzbach | Eintrag In: Wuppertaler Denkmalliste                                       |                                         |
| 24 | Die ehemalige Flechterei Emil Flüs GmbH. | Oberbarmen Wichlinghausen-Nord    | Eintrag In: Wuppertaler Denkmalliste                                       |                                         |
| 25 | Das Fabrikensemble der Bandfabrik W. Schüller & Sohn GmbH, heute unter anderem Künstlerateliers.                                                                                        | Oberbarmen Wichlinghausen-Nord    | Eintrag In: Wuppertaler Denkmalliste                                       | -->                                     |
| 26 | Das Fabrikensemble der ehemaligen Bandfabrik Gebr. Mardey & Co., heute Bandweberei Kafka („produzierendes Museum“).                                                                     | Langerfeld-Beyenburg Ehrenberg    | Eintrag In: Wuppertaler Denkmalliste                                       |                                         |
| 27 | Die Bandfabrik Carl Kettler, heute Kulturzentrum „Bandfabrik – Kultur am Rand e.V.“. | Langerfeld-Beyenburg Ehrenberg    |                                                                            |                                         |
| 28 | Die ehemalige Zollbrücke Heckinghauser Brücke, Textilienschmuggel. | Heckinghausen                     | Eintrag In: Wuppertaler Denkmalliste                                       |                                         |
| 29 | Das Fabrikensemble der ehemaligen Kunstseidenspinnerei J. P. Bemberg AG, heute Membrana GmbH.                                                                                           | Langerfeld-Beyenburg Rauental     | Eintrag In: Wuppertaler Denkmalliste                                       |                                         |
| 30 | Das Bleicherhaus Tönnies, Bandfabrik Emil Kikuth. Seit Sommer 2010 Heimat der Bandweberei Kafka                                                                                         | Langerfeld-Beyenburg Rauental     | Eintrag In: Wuppertaler Denkmalliste                                       |                                         |
| 31 | Die Seidenweberei Gebhard & Co. AG. | Vohwinkel Vohwinkel-Mitte         | nicht erhalten                                                             |                                         |